# 동벵골아삼주
동벵골아삼주는 1905년 벵골 분할령에 의해 설정된 행정구역으로 벵골주에서 이슬람이 많은 동벵골 지방을 아삼과 합병하여 설치한 주이다. 1912년 'Government of India Act 1912'법의 시행으로 폐지되었다.